# Sonchamp
Sonchamp je francouzská obec v departementu Yvelines v regionu Île-de-France. V roce 2010 zde žilo 1 577 obyvatel.